# Trouvez l'intrus
 (juin 2017).
Si vous disposez d'ouvrages ou d'articles de référence ou si vous connaissez des sites web de qualité traitant du thème abordé ici, merci de compléter l'article en donnant les références utiles à sa vérifiabilité et en les liant à la section « Notes et références ».
Trouvez l'intrus est un jeu télévisé français diffusé sur France 3 du 29 octobre 2016 au 27 août 2022. Il est diffusé tous les samedis à 17h15. Il est produit par Air Productions et est présenté par Églantine Éméyé.
À partir de la rentrée 2022, à la suite de l'arrêt du jeu, il est remplacé par Des chiffres et des lettres.

## Principe et règles
Les candidats doivent trouver à chaque question non pas la bonne réponse mais l’intrus caché parmi les affirmations. À chaque émission, 4 candidats jouent pour affronter le champion. 

### Manche 1
Une question et 3 affirmations sont données parmi lesquelles il faut à chaque fois, trouver l’intrus. Les candidats disposent donc d'environ 20 secondes pour sélectionner leur réponse sur une tablette. 
Les points attribués par quiz vont de 4 à 1 : le plus rapide à donner la bonne réponse obtient 4 points, celui d'après 3, le suivant 2 et le dernier 1.
Cette manche comporte habituellement 4 quiz, sauf s'il y a une égalité (elle en compte alors 5 ou plus si l'égalité subsiste). Le candidat qui a le moins de points est éliminé.

### Manche 2
Une question et 3 affirmations sont données parmi lesquelles il faut à chaque fois, trouver l’intrus. Les candidats disposent donc d'environ 20 secondes pour sélectionner leur réponse sur une tablette. 
Seul le candidat le plus rapide qui donne la bonne réponse marque les points (1 point à la 1re question, 2 à la 2e, 3 à 3e, etc.).
Cette manche comporte habituellement 4 quiz, sauf s'il y a une égalité (elle en compte alors 5 ou plus si l'égalité subsiste). Les 2 candidats qui ont le moins de points sont éliminés.

### Demi-finale
Le challenger rencontre le champion pour cette demi-finale. 
Deux thèmes sont proposés. Le champion doit choisir avec lequel il va jouer. Une question et 3 affirmations sont données parmi lesquelles il faut  trouver l’intrus. Le candidat dispose donc d'environ 20 secondes pour sélectionner sa réponse sur une tablette. Le challenger doit ensuite sélectionner le thème restant et répondre à sa question. Une bonne réponse vaut 5 points. 
Deux nouveaux thèmes sont proposés. C'est maintenant au challenger de commencer, puis au champion. 
Enfin, deux derniers thèmes sont proposés. Le champion commence, puis c'est au tour du challenger. Cette fois-ci, une bonne réponse vaut 10 points et il y a maintenant 4 possibilités de réponse. 
Le candidat ayant le plus de points devient (ou reste s'il l'est déjà) le champion. Il va donc en finale. 

### Finale
Lors de la finale le candidat peut cumuler jusqu'à 500 € et tenter de remporter la cagnotte, dont le montant augmente de 1 000 euros à chaque émission si elle n'est pas remportée.
Le finaliste doit répondre à 3 questions à 5 possibilités de réponse. Chaque question est symbolisée par un "étage" de portes. Chaque possibilité est symbolisée par une porte.
Ses réponses sont alors vérifiées les unes après les autres. S'il répond bien à la 1re question, il gagne 100 €. S'il répond bien à la 2e question, il gagne encore 100 € (il a donc 200 €). S'il répond bien à la 3e question, il gagne 300 € (il a donc 500 €).
S'il répond correctement aux 3 premières questions et ouvre les portes des 3 premiers niveaux, il accède au 4e et dernier étage et joue avec une ultime question pour tenter de remporter la cagnotte. S’il identifie correctement l’intrus et ouvre alors la bonne porte, il récupère la clé avec laquelle il pourra débloquer la cagnotte.
Le champion revient dans l’émission suivante et cumule ses gains d’une émission à l’autre.

## Records
| #                  | Nom          | Participations | Arrivée          | Départ          |
| ------------------ | ------------ | -------------- | ---------------- | --------------- |
| Médaille d'or      | Xavier       | 17             | 21 novembre 2020 | 20 mars 2021    |
| Médaille d'argent  | Jean-Édouard | 14             | 7 octobre 2017   | 13 janvier 2018 |
| Médaille de bronze | Sylvain      | 13             | 3 novembre 2018  | 23 février 2019 |

| #                  | Nom          | Cagnotte | Arrivée         | Départ           |
| ------------------ | ------------ | --- | --------------- | ---------------- |
| Médaille d'or      | Julien       | 35 000 € le 01/09/18 à sa 7e victoire + 1 400 € en 8 victoires                                                                                 | 23 juin 2018    | 8 septembre 2018 |
| Médaille d'argent  | Jean-Édouard | 27 000 € le 11/11/17 à sa 6e victoire + 2 100 € en 14 victoires                                                                                | 7 octobre 2017  | 13 janvier 2018  |
| Médaille de bronze | Sylvain      | 9 000 € le 03/11/18 à sa 1re victoire + 7 000 € le 29/12/18 à sa 8e victoire + 5 000 € le 16/02/19 à sa 12e victoire + 4 300 € en 13 victoires | 3 novembre 2018 | 23 février 2019  |